# Sungai Rebo
Sungai Rebo is een bestuurslaag in het regentschap Banyuasin van de provincie Zuid-Sumatra, Indonesië. Sungai Rebo telt 7026 inwoners (volkstelling 2010).